# دياني وينستون
دياني وينستون (بالإنجليزية: Diane Winston)‏ هي أكاديمية أمريكية، ولدت في 28 ديسمبر 1951.